# 멈포드 (영화)
《멈포드》(영어: Mumford)는 미국에서 제작된 1999년 코미디 드라마 영화이다. 로런스 캐즈던이 연출하고 찰스 오컨과 함께 제작하였다. 호프 데이비스, 로런 딘, 제이슨 리, 앨프리 우더드, 메리 맥도널, 프루잇 테일러 빈스, 마틴 쇼트 등이 출연하였다. 조이 데이셔넬의 영화 데뷔작이다.

## 출연
- 로런 딘
- 호프 데이비스
- 제이슨 리
- 앨프리 우더드
- 메리 맥도널
- 프루잇 테일러 빈스
- 조이 데이셔넬
- 마틴 쇼트
- 데이비드 페이머
- 제인 애덤스
- 케빈 타이
- 테드 댄슨
- 제이슨 리터
- 엘리자베스 모스
- 로버트 스택
- 사이먼 헬버그
- 데이나 아이비

## 기타 제작진
- 공동 제작: 스티븐 P. 던, 린다 골드스틴 놀턴, 존 허트먼
- 배역: 제니퍼 셜
- 미술: 존 허트먼
- 의상: 콜린 앳우드